# Цветкова бара
Цвѐткова ба̀ра е село в Северозападна България. То се намира в община Берковица, област Монтана.

## География
Село Цветкова бара се намира в планински район. От селото тръгват пътеките до три върха от Стара Планина (Тодорини кукли). Уникална природа и божествена тишина. Близо до него се намира Клисурския манастир. Махалата е идеалното място за селски туризъм с посещение на Клисурския манастир и Минкови минерални бани в с. Спанчевци.

## Други
С възможност за развитие на ЛОВНИ СТОПАНСТВА и РИБОЛОВ